# Jasminum polyanthum
Jasminum polyanthum (en chino: 多花梅; pinyin: Duōhuāsùxīn), jazmín de muchas flores o jazmín rosa, es una especie de la familia Oleaceae, originaria de China y Birmania. Es una planta trepadora de hoja perenne, se destaca especialmente por sus abundantes y muy fragantes flores de color rosa a blanco.
El epíteto latino específico "polyanthum" significa 'muchas flores'.

## Historia
Jasminum polyanthum recibió su primera descripción botánica de Adrien Franchet en 1891 (Rev. Hort. 270), un botánico del Museo que trabajó en los herbarios traídos de China por el Padre Delavay (1834-1895). Fue durante una de sus expediciones en las montañas del noreste de Yunnan, en 1883, cuando el misionero botánico descubrió este jazmín.
La introducción de J. polyanthum en Europa es obra de Forrest, un botánico escocés, y del comandante Lawrence Johnston, quien en 1930 realizó una expedición a Yunnan, donde recolectaron semillas de este jazmín. Johston llevó las semillas a su propiedad en la Riviera, la Serre de la Madone, en las alturas de Menton, donde las cultivó y las distribuyó a los horticultores. Hoy en día, este jazmín cultivado en macetas se vende mucho en los centros de jardinería debido a su fragante floración al final del invierno.

## Descripción

Botones florales

Cuando se sostiene, la planta puede crecer hasta 6 metros de altura. Tiene hojas compuestas con 5 a 9 folíolos de color verde oscuro en la superficie superior y de un verde más claro debajo, ramas glabras, teretes o angulares. El folíolo terminal es notablemente más grande que los otros folíolos.

## Inflorescencia
La especie es heterostila, esto significa que hay disponibles algunas morfologías distintas de flores, aunque cada planta tiene una sola morfología. A fines del invierno y principios de la primavera, produce una gran cantidad de capullos florales de color rosa rojizo, seguidos de fragantes flores estrelladas de cinco pétalos, flores blancas de unos 2 cm de diámetro. Las brácteas son subuladas (reduciéndose a un punto), de 1-6 mm. Cada flor tiene un pedicelo (tallo único) de 0,5 - 2,5 cm. El cáliz forma un tubo de 1-2 mm que termina en 5 lóbulos triangulares o subulados-lineales, de sólo 2 mm de largo, y una corola, blanca, con el envés rojo y botones rojos. El fruto, una baya globular, es de color negro.

## Distribución
La planta es originaria de las zonas montañosas del suroeste de China, en particular de Guizhou, Sichuan y Yunnan, así como de Birmania. Vive en valles y bosques a altitudes de entre 1400 y 3000 m snm.

## Cultivo
J. polyanthum es una planta  de interior en los EE. UU. y Europa. Crece rápida y fácilmente, y florece bien. También puede crecer en jardines, cuando las condiciones climáticas son buenas, pero no tolera temperaturas bajo cero. En exterior se puede utilizar para cubrir muros y cercas, etc., en climas adecuados, al sol o sombra ligera. Se propaga por semilla y por hijuelos.
J. polyanthum recibió el premio "Award of Garden Merit (AGM)" de la RHS en 1993. Fue elegida en la lista del bicentenario de 200 plantas para la RHS: "Esta popular planta de interior es una planta de hoja perenne, fácil de cultivar. trepadora semi-resistente con panículas sueltas en verano de muchas flores blancas en forma de trompeta, de dorso rosado, fuertemente fragantes. No sufre problemas de plagas o enfermedades y es fácil de propagar"

## Especies invasivas
J. polyanthum está naturalizada en Australia y Nueva Zelanda. Puede considerarse una especie invasora en estas regiones. Esta especie se propaga rápidamente, ya que puede crecer a partir de cualquier pequeña sección del material del tallo. Los tallos se acodan profusamente y los estolones se esparcen largas distancias. Es muy tolerante a la sombra y puede florecer bajo un dosel completo. Forma una cubierta densa del suelo, lo que impide el crecimiento de las plántulas nativas y sofoca el resto de la vegetación hasta el nivel medio del dosel. 
Se puede controlar cortando el tallo y las ramas y aplicando herbicidas a las superficies cortadas. Se recomienda el control químico de la cobertura del suelo.